# NGC 5579
NGC 5579 (również PGC 51236 lub UGC 9180) – galaktyka spiralna z poprzeczką (SABcd), znajdująca się w gwiazdozbiorze Wolarza. Odkrył ją William Herschel 1 maja 1785 roku. Prawdopodobnie oddziałuje grawitacyjnie z sąsiednią, znacznie mniejszą galaktyką PGC 214249. Ta para galaktyk została skatalogowana jako Arp 69 w Atlasie Osobliwych Galaktyk Haltona Arpa.
W galaktyce NGC 5579 zaobserwowano supernową SN 2006ss.